# Eric Freire Gomes
Eric Freire Gomes, meglio noto come Eric Gaúcho o semplicemente Gaúcho (Barreiros, 22 settembre 1972), è un ex calciatore brasiliano, di ruolo attaccante.
Totalizza 278 partite e 103 gol nella Primeira Liga, la maggior parte vestendo la maglia dell'Estrela Amadora. Durante la sua carriera, gioca per squadre brasiliane, portoghesi, per l'Ourense, club spagnolo, e per il Busan I'Park, squadra coreana con la quale si aggiudica la Coppa nazionale nel 2004. Nel 2010, a 38 anni, dopo esser tornano in patria, si ritira dal calcio giocato tra i dilettanti.
Nella Primeira Liga 1999-2000 mise a segno 21 gol in 31 incontri, raggiungendo il terzo posto nella classifica marcatori e trascinando l'Estrela Amadora fino all'ottavo posto in campionato.

## Palmarès

### Club

#### Competizioni statali
- Campionato Pernambucano: 1

Sport Recife: 1996

#### Competizioni nazionali
- Coppa della Corea del Sud: 1

Busan I'Cons: 2004